# Enric de Bolzano
Arrigo o Enrico da Bolzano (Bozen?, Trentino, ca. 1250 - Treviso, 10 de juny de 1315) va ésser un laic italià, llenyataire. És venerat com a beat per l'Església catòlica.

## Biografia
Malgrat la denominació de la persona, no se sap del cert si Bolzano fa referència a la ciutat de l'Alto Adige o a una altra localitat del mateix nom (Giovanni Boccaccio diu que era "alemany", per la qual cosa ha d'ésser una població italiana germanòfona). Era un vilatà de classe baixa, analfabet, que treballava com a obrer al seu poble i va marxar en pelegrinatge a Roma. En tornar, amb la seva esposa i el seu fill Llorenç, s'establí prop de Treviso, vivint a Biancade (municipi de Rancade), vora la carretera del Lagozzo, on era llenyataire.
Ja gran, quan havien mort la seva esposa i el fill, anà a Treviso i vivia en una casa vella (avui hi ha una església dedicada al beat) a l'actual Via Canova. Treballava com a bastaix per a un notari i vivia en la pobresa més extrema, i encara que demanava almoina, la repartia entre els pobres de la ciutat. Assistia a la missa cada dia, i visitava totes les esglésies de la ciutat. Feia pregària i penitència, en una mena de vida ascètica a la ciutat. Morí a Treviso amb fama de santedat.

## Veneració

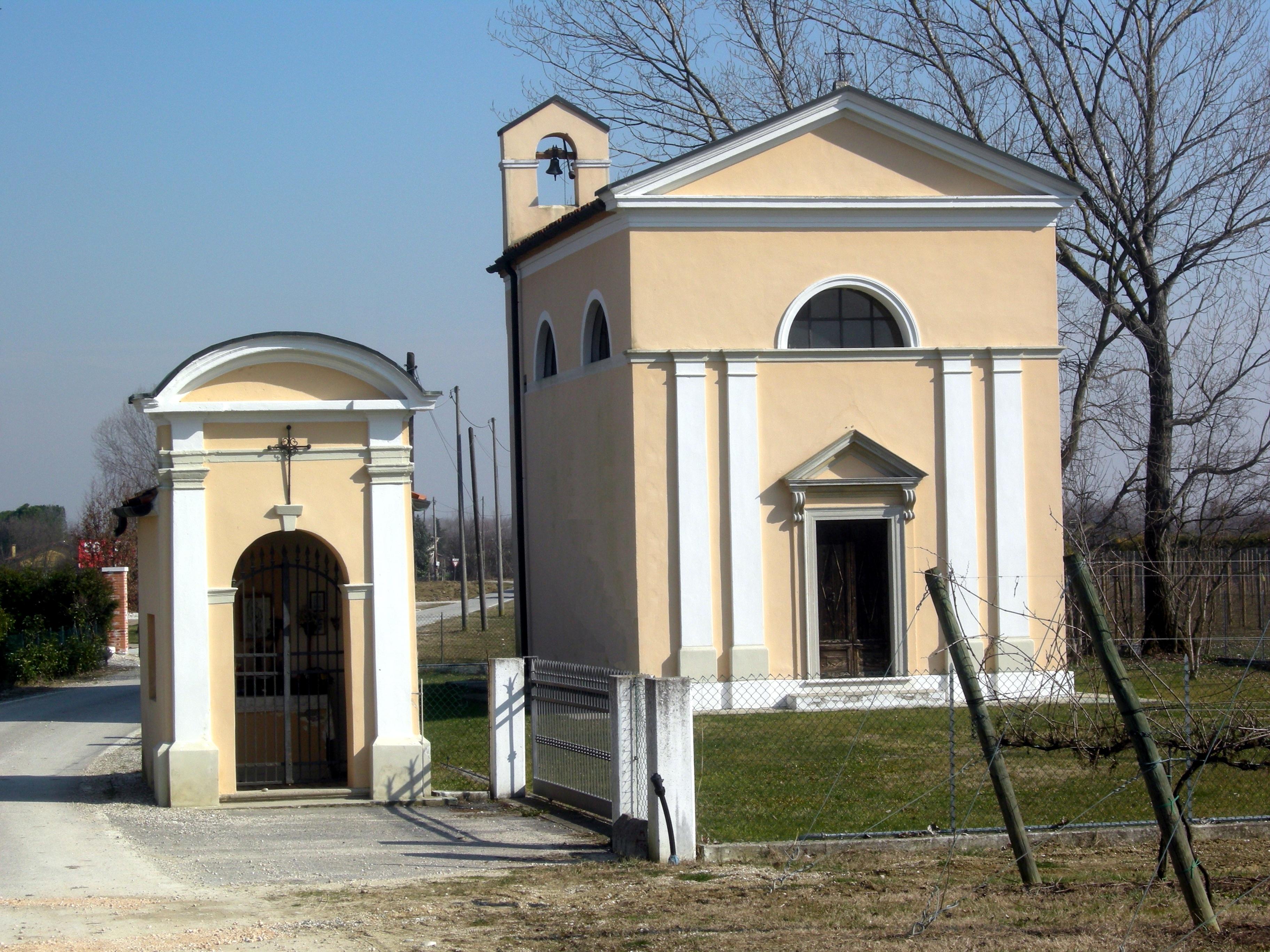
Oratori del beat Enric a Biancade, al lloc on va viure.

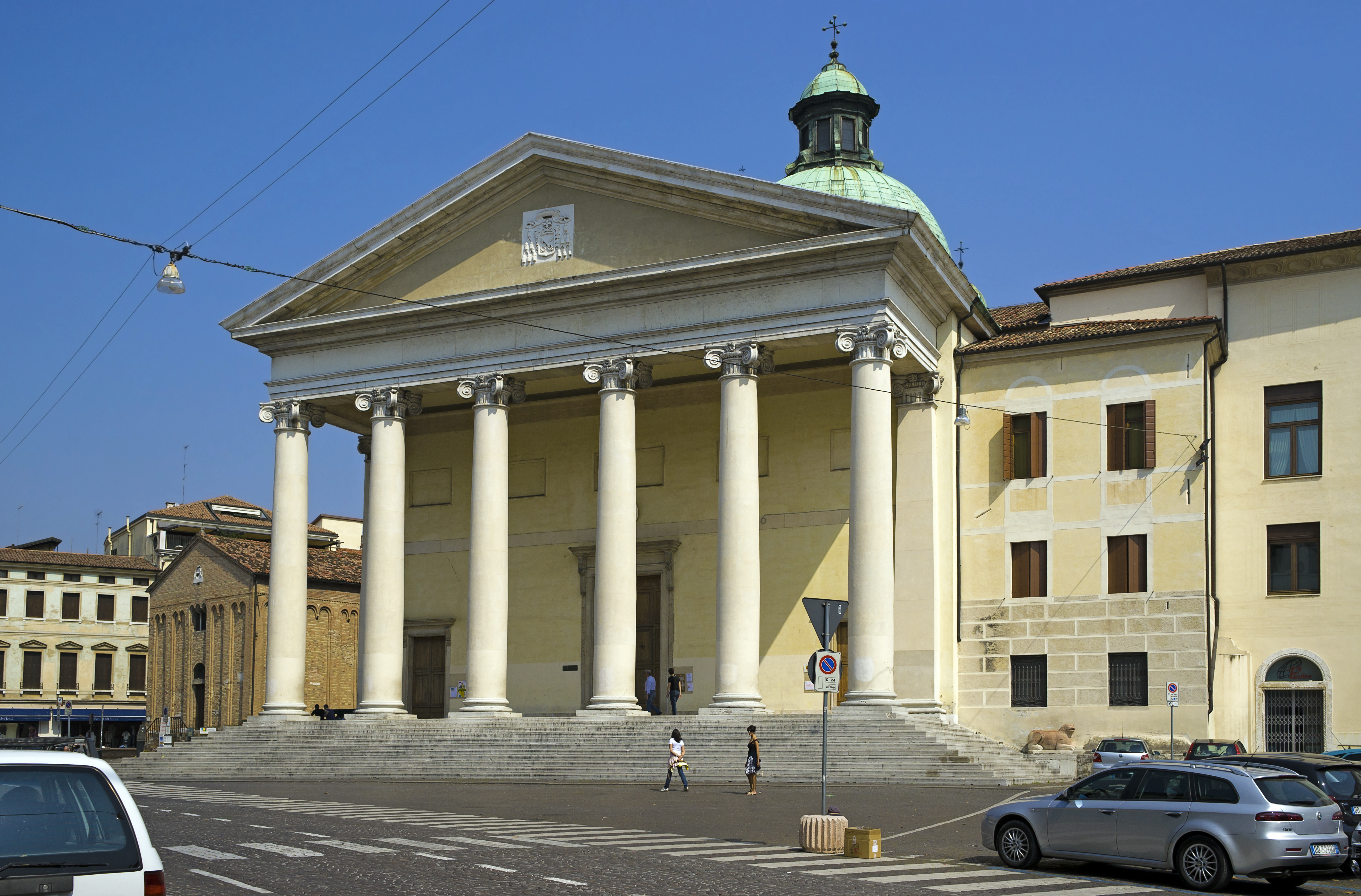
Façana de la Catedral de Treviso, on hi ha les restes del beat.

Se li atribuïren nombrosos miracles i guariments produïts per la seva intercessió, especialment quan ja havia mort. Esdevingué popular al nord d'Itàlia, on se li dedicaren capelles i altars, i els pelegrins anaven a visitar-ne la tomba. La seva fama va veure's incrementada per la citació que en feu Giovanni Boccaccio:
| «                                                         | Era, no fa encara gaire temps, un alemany a Treviso anomenat Arrigo, qui, pobre com era, per portar pes a preu servia qui li demanava; i amb això, era tingut per tothom com a home de santíssima i bona vida. Per la qual cosa, sigui o no sigui veritat, en morir esdevingué, segons el que els trevisencs afirmen, que a l'hora de la seva mort les campanes de la major església de tot Treviso, sense que ningú les estirés, començaren a picar. El que es va tenir per miracle, i que Arrigo era sant deia tothom; i reunit tot el poble de la ciutat a la casa on el seu cos jeia, com un cos sant el dugueren a l'església major, portant-lo els coixos, atraient cecs i altres impedits amb malalties i defectes, i gairebé tots esdevingueren sans en tocar aquest cos. | » |
| — Giovanni Boccaccio. Decamerone. Giornata II, novella I. | |   |

La manca de diners fou un obstacle per dur a terme el procés de canonització al segle xvii. El 1750, Benet XIV aprovà el culte secular al llenyataiare, limitat a la diòcesi de Treviso, declarant-lo beat; Pius VII, en començar el segle següent, l'amplià a la diòcesi de Trent. En 1759, dues costelles del beat van ésser solemnement traslladades a Bolzano, col·locant-se a la capella de Loreto de la catedral, i avui al presbiteri.
El 1912 s'aixecà una capella a Biancade, al lloc on havia viscut.